# Jordspett

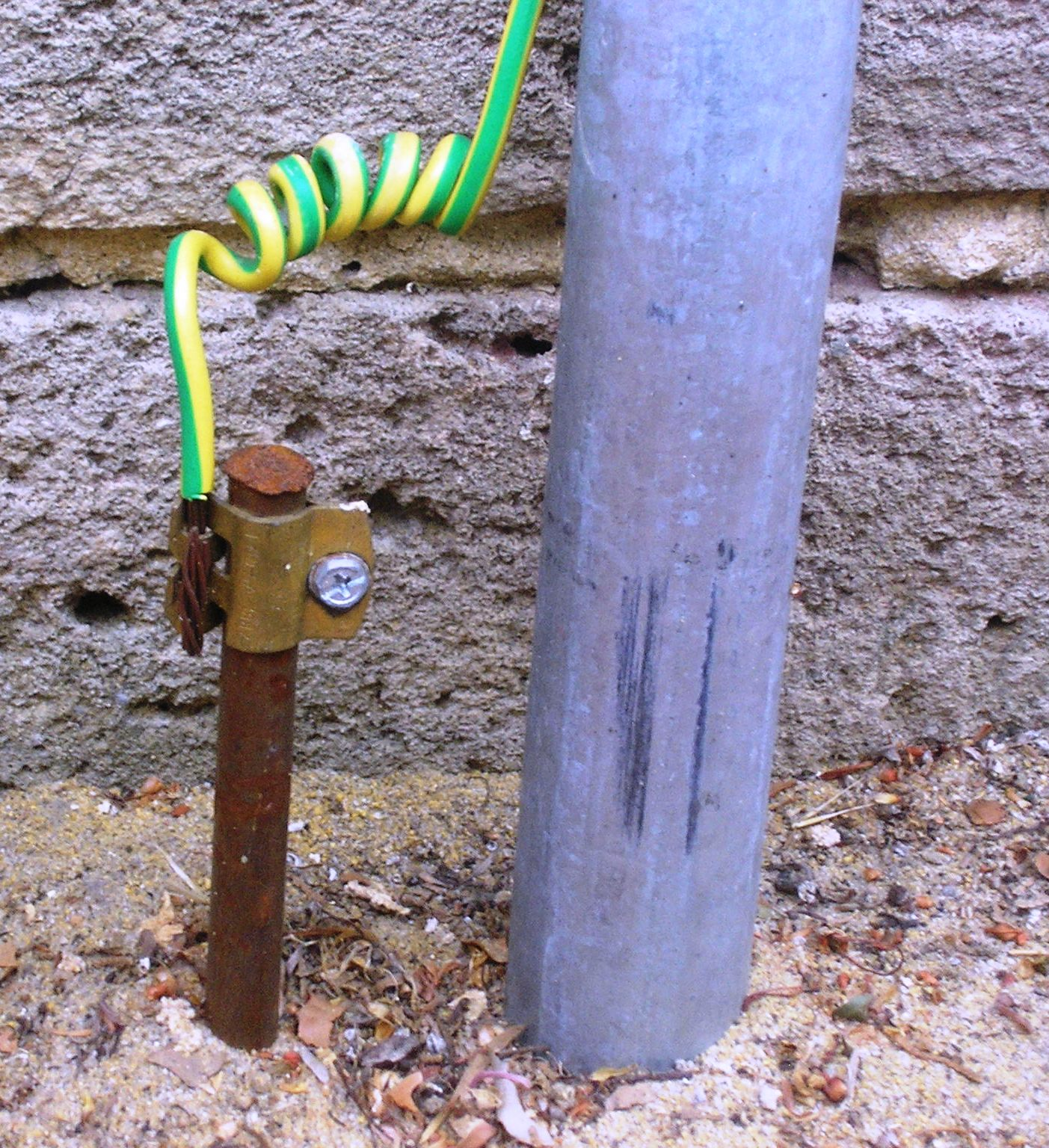
Jordspett

Ett jordspett är en elektriskt ledande stav, till exempel av stål, järn eller koppar, som är nedstucken i marken för att kunna leda ström till eller ifrån marken.
Vissa åskledare är förbundna till marken och markslingor med hjälp av jordspett, för att lättare kunna leda blixtströmmen till jord och därigenom undvika faror.
Jordspett är också vanliga som återledare i elstängselanläggningar. När ett djur eller människa vidrör elstängslet och samtidigt står på marken, sluts en elektrisk krets - från elstängslet, via människan eller djuret, ner i marken, genom jordspettet och tillbaka till elstängselaggregatet.
Bäst ledande förmåga får man när marken är blöt men inte frusen. Till elstängsel-jordspett bör man använda minst tre st. jordspett på minst en meters längd och ca en meter mellan varandra. Dessa ansluts till varandra och till elstängselaggregatets jord-anslutning. Härigenom fås ett större återledningsområde i marken och det är större chans att strömkretsen verkligen sluts.